# Ciclul combustibilului nuclear

Schema simplificată a ciclului combustibilului nuclear și...

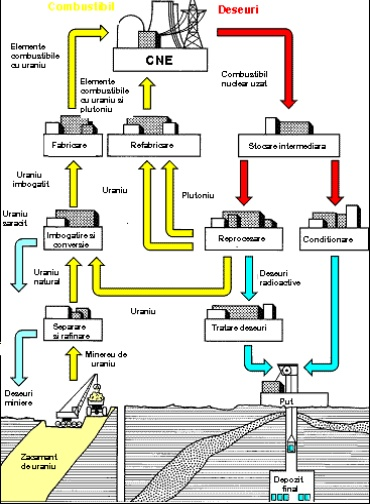
...schema detaliată a ciclului combustibilului nuclear

Ciclul combustibilului nuclear este definit ca fiind seria de pași tehnologici necesari a fi urmați pentru buna funcționare a reactorilor nucleari energetici, dar și ulteriori (referitor la managementul deșeurilor radioactive).

## Etape
Ciclul combustibilului nuclear include trei părți (cu diverse activități asociate):
1. O parte de început (eng. front end - toate activitățile anterioare operării reactorului nuclear) care cuprinde procesele de transformare a minereului de uraniului în combustibil nuclear
- extragerea minereului de uraniu
- purificarea uraniului de celelalte elemente chimice prezente în minereul uranifer
- îmbogățirea uraniului în izotopul 235U care este fisionabil (opțional)
- fabricarea elementelor/fasciculelor de combustibil nuclear

2. Utilizarea combustibilului nuclear în reactorii nucleari energetici
- arderea combustibilului nuclear în reactorii ai centralelor nucleare în vederea producerii de electricitate

3. O parte finală (eng. back end - toate activitățile ulterioare operării reactorului nuclear) în care combustibilul nuclear uzat este gospodărit astfel încât să nu afecteze sănătatea publicului și mediul înconjurător
- stocarea intermediară a combustibilului nuclear uzat
- reprocesarea: recuperarea materialelor fisionabile din combustibilul nuclear uzat (opțional)
- refabricarea: refolosirea materialelor fisionabile recuperate (opțional)
- depozitarea definitivă a combustibilului nuclear uzat ca deșeu radioactiv de origine nucleară în facilități amenajate în subteran

### Extragerea minereului de uraniu
Uraniul este un metal slab radioactiv, destul de răspândit în scoarța terestră. Ca toate elementele cu numere de ordine mai mare decat 26 (Fierul), acesta a fost produs in mod natural in urma exploziilor supernovelor. De asemenea, este cel mai greu element care a fost prezent pe Pamant anterior erei atomice. Uraniul este mai abundent decât aurul, argintul, mercurul, la fel de abundent ca zincul și ușor mai puțin răspândit decât cobaltul, plumbul sau molibdenul. Uraniul este prezent în majoritatea rocilor, în sol, în apa râurilor și a oceanelor. Granitul, care reprezinta circa 60% din crusta terestră, are o concentrație în uraniu de 4 ppm. Fosfații naturali pot avea conținut de uraniu de până la 0,04%, în timp ce unele zăcăminte de cărbune prezintă conținut de uraniu de peste 0,01%. Urme de uraniu se găsesc în alimente și în corpul uman. Mineralele cu conținut de uraniu ce poate fi valorificat economic constituie minereul de uraniu. Minereurile de uraniu sunt de două categorii :
- Minereuri bogate, cu conținut de uraniu de până la 20%
- Minereuri sărace, cu conținut de uraniu de până la 0,1%.

Minereul uranifer se extrage fie din cariere la suprafață, fie din mine de adâncime. În prezent, uraniul poate fi recuperat in-situ, prin tehnici de spălare a zăcământului. Se discută în prezent despre mineritul apei oceanice (cu un conținut de circa 3 ppb U).

### Purificarea
Minereul uranifer este prelucrat este sfărâmat, uraniul fiind solubilizat în acid sulfuric, agenți alcalini sau peroxidul de hidrogen. Agentul de solubilizare dizolvă atât uraniul cât și alți constituienți ( de exemplu, vanadiu, seleniu, fier, plumb, arseniu, molibden etc). O instalație convențională de preparare extrage 90-95% din uraniul prezent în minereu. Produsul obținut la uzina de preparare este un concentrat tehnic de uraniu numit și yellowcake.
Pentru a putea obține reacția de fisiune în lanț, din combustibilul nuclear trebuie îndepărtate toate impuritățile care absorb neutroni printre care se numără următoarele elemente chimice: borul, cadmiul și unele lantanide (disprosiu, gadoliniu). Separarea acestor impurități din combustibilul nuclear se realizează printr-un proces de purificare (rafinare) a uraniului. Pentru realizarea purificării concentratul tehnic de uraniu (yellowcake) este dizolvat în acid azotic. Soluția de azotat de uranil este alimentată în contracurent într-un proces de extracție cu solvenți (tributil fosfat dizolvat în kerosen sau dodecan). Uraniul este colectat în faza organică din care este recuperat prin spălare cu soluție de acid azotic. Uraniul este apoi reprecipitat (cu soluție amoniacală) sau concentrat prin evaporare și apoi calcinat, pentru a obține U3O8 pur. Octoxidul de triuraniu U3O8 este redus într-un cuptor cu hidrogen pentru a obține pulbere de dioxid de uraniu (UO2) de puritate nucleară.

### Imbogățirea
Uraniul natural este format din trei izotopi: 238U (99,274%), 235U (0,72) și 234U (0,006%). În majoritatea aplicațiilor pentru producerea de energie prin fisiunea nucleară, uraniul trebuie îmbogățit, în sensul creșterii conținutului de 235U de la 0,72% până la circa 2-4%. Procesul tehnologic se numește îmbogățire izotopică și se poate baza pe mai multe fenomene fizice: difuzia prin membrane, ultracentrifugarea și îmbogățirea cu laser.
Difuzia gazoasă constă în trecerea forțată a hexafluorurii de uraniu printr-o serie de membrane poroase. Deoarece moleculele ce conțin 235U sunt mai ușoare ele se mișcă mai rapid și au șanse mai mari să treacă prin porii membranei. Astfel hexafluorura de uraniu care trece prin membrană se îmbogățește ușor în 235U în timp ce materialul care nu trece prin membrană este sărăcit în 235U.
Ultracentrifugarea se bazează pe diferența de greutate a 235U și a 238U . Hexafluorura de uraniu gazoasă este introdusă în incinte vidate conținând rotoare de circa 2 metri lungime cu 15-20 cm diametru. Când rotoarele ating 50000-70000 rotații pe minut, forța centrifugă face ca 238U să se concentreze spre periferie în timp ce 235U se acumulează mai spre centru.
Îmbogățirea cu laser se bazează pe proprietatea atomilor de uraniu de a absorbi lumina cu o anumită lungime de undă. Lungimea de undă a lumii absorbite de atomul de 235U este puțin diferită de cea corespunzătoare 238U. Când atomul de 238U absoarbe lumina emisă de laser el devine o specie chimică reactivă.

### Fabricarea elementelor de combustibil
Fabricarea combustibilului nuclear pentru reactorii CANDU include următoarele etape:
- Fabricarea pastilelor de UO2

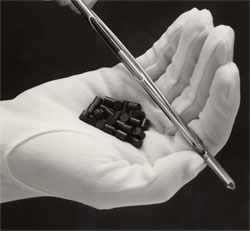
Pastile de combustibil nuclear și materialul de întecuire

- Fabricarea elementelor combustibile
- Fabricarea fascicolelor de combustibil

Pentru fabricarea pastilelor pulberea de bioxid de uraniu este compactată cu o presă obținându-se pastile crude care sunt apoi sinterizate la temperatură înaltă (peste 1650 °C) în atmosferă de hidrogen. Pastilele sinterizate sunt apoi rectificate la exterior, pentru a avea dimensiunile dorite și geometria perfectă.
La fabricarea elementelor de combustibil pastilele de bioxid de uraniu sunt încărcate apoi în tuburi din zircaloy (aliaje de zirconiu), iar tuburile sunt închise prin sudarea la ambele capete. 
Elementele de combustibil sunt asamblate într-o structură rigidă care constituie fasciculul de combustibil.

### Arderea în reactor

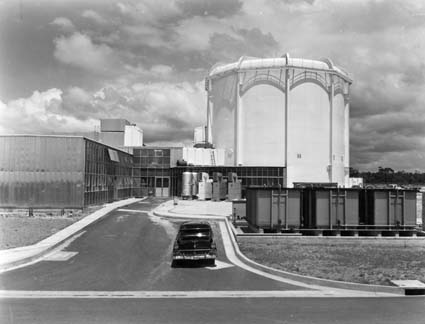
Reactor nuclear

Atunci când este introdus în reactor, materialul fertil din combustibilul nuclear suferă procesul de fisiune în lanț în regim controlat prin care se eliberează energia nucleară. Deoarece uraniul fisionabil (235U) se consumă s-a denumit acest proces «ardere», prin analogie cu arderea unui combustibil convențional pentru a produce căldură. În mod curent, arderea combustibilului nuclear este caracterizată prin gradul de ardere. Gradul de ardere nu este o măsură a timpului de iradiere, deși este proporțional cu acesta, ci reprezintă cantitatea de energie eliberată prin fisiune, raportată la unitatea de masă a combustibilului. Gradul de ardere se exprimă curent în MWzi/tonă de uraniu. 
O valoare mediată a gradului de ardere se poate obține cu formula :
Gradul de ardere = (Puterea termică a reactorului x Timpul de iradiere) / Masa de combustibil
În urma proceselor de fisiune, în combustibilul nuclear se acumulează produșii de fisiune radioactivi. Fasciculele de combustibil uzat descărcate din reactorul nuclear sunt puternic radioactive. Din acest motiv, combustibilul nuclear uzat reprezintă categoria de deșeuri radioactive cea mai periculoasă și este gospodărită cu mare atenție.

### Reprocesarea
Reprocesarea este un proces industrial prin care uraniul și plutoniul sunt izolate de produșii de fisiune și celelalte materiale ce intră în compoziția combustibilul uzat. Reprocesarea combustibilului nuclear epuizat are atât motivație economică (reutilizarea materialelor fisionabile) cât și de siguranță/securitate (neproliferare nucleară, reducerea cantității de deșeuri radioactive de tip B și C).

### Refabricarea
Produsul finit obținut la uzinele de reprocesare este oxidul de plutoniu pur. Acesta este amestecat cu uraniul sărăcit rezultat din instalațiile de îmbogățire a uraniului pentru a se obține oxidul mixt (UO2+PuO2), denumit în engleză MOX.

### Depozitarea intermediară și finală

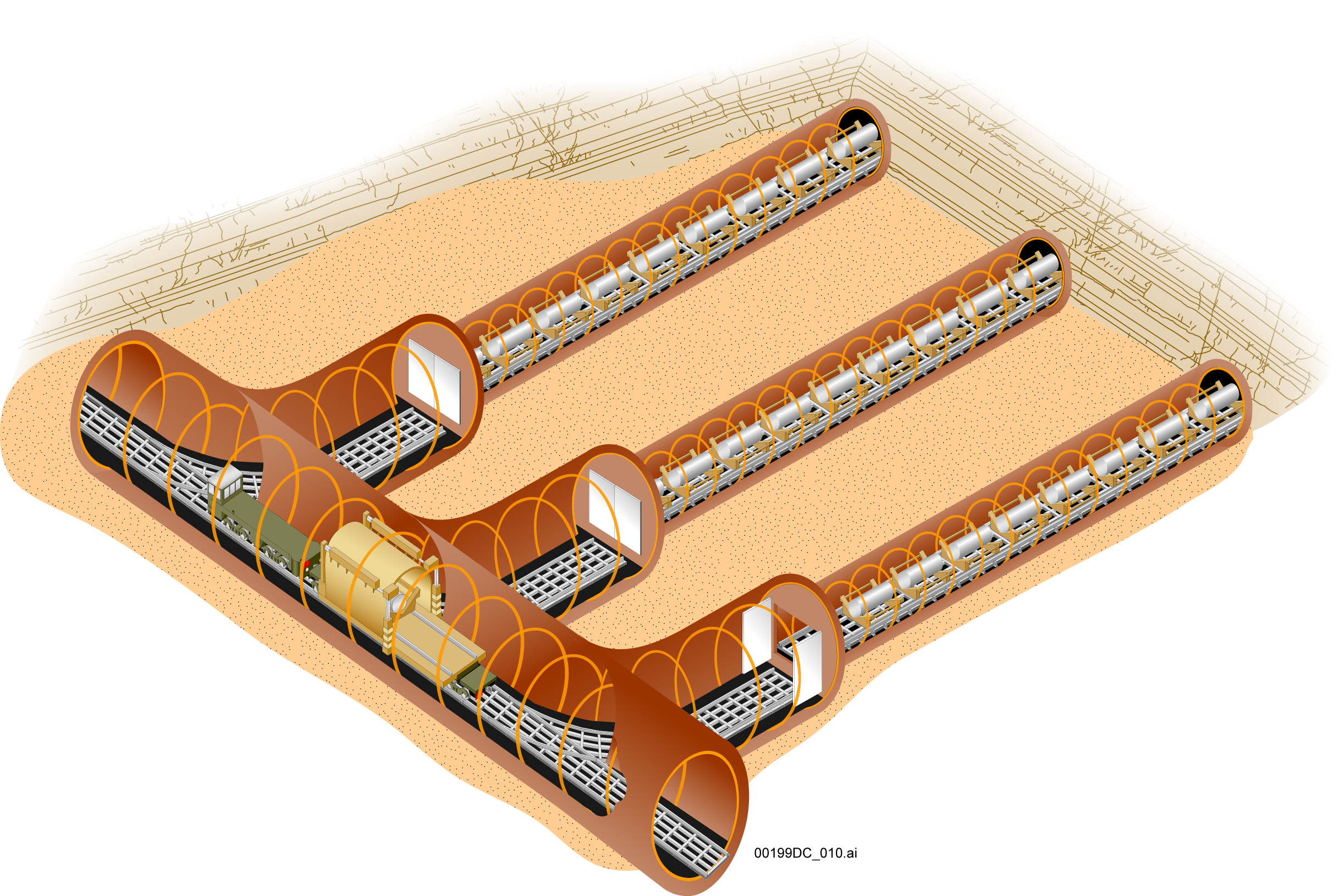
Exemplu de galerii pentru depozitarea finală a deșeurilor nucleare (Yucca Mountain, Nevada, SUA)

Depozitarea intermediară se face on-site sau în depozite situate apropape de suprafață. În prezent există un larg consens internațional în legătură cu depozitarea finală a combustibilului nuclear ars în formațiuni geologice stabile aflate la mare adâncime. Principiul care a stat la baza conceptului depozitării geologice constă în izolarea acestor deșeuri față de biosferă printr-un sistem de bariere multiple, timp de milenii, astfel încât radioactivitatea să descrească până la nivele nepericuloase.